# Michael Sparber
Michael Sparber (* 5. Oktober 1980 in Sterzing) ist ein ehemaliger italienischer Eishockeyspieler, der zuletzt beim HC Eppan Pirates in der italienischen Serie A2 unter Vertrag stand.

## Karriere
Michael Sparber begann seine Karriere in seiner Heimatstadt bei den WSV Sterzing Broncos. Im Sommer 2002 wechselte er zum HC Milano Vipers, bevor er 2003 einen Vertrag beim HC Pustertal unterschrieb. Anschließend kehrte er für drei Saisons wieder zu seinen Heimatverein in die Serie A2 zurück.
2007 gelang Michael Sparber der Sprung in die Serie A1, als er vom SHC Fassa unter Vertrag genommen wurde. 2008 kehrte er zum Ligakonkurrenten HC Pustertal zurück. Nach der Saison 2009/10 wurde sein Kontrakt im Pustertal nicht verlängert, sodass der Stürmer im November 2010 einen Kontrakt beim HC Eppan Pirates unterschrieb, für den er in der Serie A2 aufs Eis ging. Nach der Saison 2010/11 beendete Sparber seine aktive Karriere.

### International
Für Italien nahm Michael Sparber an der U20-Junioren-C-Weltmeisterschaft 1999 sowie der U20-Junioren-B-Weltmeisterschaft 2000 teil.

## Karrierestatistik
(Legende zur Spielerstatistik: Sp oder GP = absolvierte Spiele; T oder G = erzielte Tore; V oder A = erzielte Assists; Pkt oder Pts = erzielte Scorerpunkte; SM oder PIM = erhaltene Strafminuten; +/− = Plus/Minus-Bilanz; PP = erzielte Überzahltore; SH = erzielte Unterzahltore; GW = erzielte Siegtore; 1 Play-downs/Relegation; Kursiv: Statistik nicht vollständig)